# The Eye (album de Yello)
Pour les articles homonymes, voir Eye.
Albums de Yello
Motion Picture
(1999) Progress and Perfection
(2007)
The Eye est le onzième album du groupe de musique électronique suisse Yello. Il est sorti le 9 décembre 2003. L'album est ressorti deux ans plus tard dans une seconde édition qui contient un deuxième CD. Ce dernier reprend des remix du principal titre de l'album, Planet Dada, ainsi que de la version 2003 de leur morceau désormais classique, The Race.

## Pistes de l'album
| 1.    | Planet Dada              | 3:06 |
| 2.    | Nervous                  | 2:53 |
| 3.    | Don Turbulento           | 4:50 |
| 4.    | Soul on Ice              | 3:11 |
| 5.    | Junior B                 | 4:02 |
| 6.    | Tiger Dust               | 5:00 |
| 7.    | Distant Solution         | 4:43 |
| 8.    | Hipster's Delay          | 4:37 |
| 9.    | Time Palace              | 4:19 |
| 10.   | Indigo Bay               | 5:50 |
| 11.   | Unreal                   | 4:01 |
| 12.   | Bougainville             | 3:55 |
| 13.   | Star Breath              | 5:18 |
| 14.   | Planet Dada (Flamboyant) | 4:40 |
| 60:41 |                          |      |

### CD supplémentaire de 2005
L'album est ressorti en 2005 accompagné d'un deuxième CD de 6 titres. L'album contient également un clip vidéo de la chanson Planet Dada au format QuickTime.
| 1. | Planet Dada (Visiting the Planet Mix)   | 3:12 |
| 2. | Planet Dada (Akufen's Delta Panda Mix)  | 7:02 |
| 3. | Planet Dada (Northern Lite Mix)         | 4:51 |
| 4. | Planet Dada (Futuristic Funk Mix)       | 4:34 |
| 5. | The Race 2003 (Tomcraft on Yello Remix) |      |
| 6. | The Race 2003 (Tomcraft on Yello)       |      |